# Tachycixius tigrina
Tachycixius tigrina är en insektsart som beskrevs av Logvinenko 1971. Tachycixius tigrina ingår i släktet Tachycixius och familjen kilstritar. Inga underarter finns listade i Catalogue of Life.